# Eliseu Gómez i Serrano
Eliseu Gómez i Serrano (València, 14 de novembre de 1889 - Alacant, 5 de maig de 1939) fou un mestre i polític valencià, germà de Nicolau-Primitiu Gómez i Serrano.

## Biografia
Estudià Magisteri a València i a Madrid, i dret a la Universitat de Granada. El 1915 fou professor de geografia i història a l'Escola Normal d'Alacant, de la que en serà nomenat director entre 1931 i 1934. També fou militant d'Acció Republicana i formà part del grup promotor de l'Agrupación al Servicio de la República, gràcies als quals a les eleccions municipals de 1931 fou escollit regidor de l'Ajuntament d'Alacant, i des del seu càrrec va promoure la construcció d'escoles noves. El 1931 fou nomenat també president de l'Ateneu d'Alacant.
El 1934 fou secretari del nou partit Izquierda Republicana, i fou detingut arran de la vaga general del 5 d'octubre de 1934. A les eleccions generals espanyoles de 1936 fou elegit diputat per la província d'Alacant pel Front Popular. Quan esclatà la sublevació militar que va donar lloc a la guerra civil espanyola va formar part del Comitè Provincial del Front Popular que va impedir el triomf dels sublevats, i després fou Comissari Civil de Reclutament de l'Exèrcit Republicà a Múrcia. En acabar la guerra fou detingut per les noves autoritats, jutjat, condemnat a mort i executat el 5 de maig de 1939.
A Alacant, al barri de Lo Morant, hi ha el carrer del Catedràtic Eliseo Gómez Serrano en record seu.